# Francitan
Ne doit pas être confondu avec Francoprovençal ou Franco-occitan.
Le francitan est un langage naviguant entre le français et l'occitan, utilisé dans les régions françaises où ce dernier est la langue traditionnelle. C'est un état linguistique issu de la situation diglossique en Occitanie.
Certains linguistes considèrent que le francitan est l'ensemble des variétés linguistiques intermédiaires entre les langues référentielles occitane et française. 
Pour d'autres linguistes, il s'agit d'une langue mixte née entre le XVIIIe siècle et la première moitié du XXe siècle, entre l'occitan encore couramment parlé et perçu comme une langue populaire, et d'autre part le français, langue de l'élite et de l'administration.
Et enfin, pour certains linguistes, le francitan ne se distingue pas du français méridional (ou français d'oc) en tant que variété régionale du français parlée en Occitanie.

## Caractéristiques
Pour le linguiste Robert Lafont, la notion de francitan (mot-valise composé de « français » et « occitan ») a été introduite afin de désigner l'hybridation linguistique qui caractérise le conflit issu de la diglossie entre occitan et français dans les régions où l'occitan est la langue traditionnelle. Il s'agit d'« un parler de contact et de mixité » issu de la rencontre dans les villes entre une langue dominante (le français) et une langue dominée (l'occitan),.
Jean Mazel caractérise le francitan par « les variantes morpho-syntaxiques ou lexicales » qu'il distingue alors du français d'oc caractérisé lui par « les variantes phonétiques » tout en reconnaissant que « généralement le francitan est produit avec « l'accent du Midi », c'est-à-dire le français d'oc ». Selon Yves Couderc, le francitan est ainsi la structure de l'occitan qui transparait au sein du français. Toutefois, toujours selon Yves Couderc, « Le francitan n'est pas une variante régionale du français. Il n'est pas un dialecte du français. Il n'est pas un « niveau » du français »,. Pour Jean-Marie Auzias, il s'agit même d'« un créole, comme la langue antillaise ! ». 
À l'inverse, certains linguistes comme Katarzyna Wójtowicz considèrent l'occitan comme un substrat linguistique du francitan, confondu avec le parler du Midi.

## Usage et sociologie
L'apparition du francitan correspond à la période de substitution linguistique que connaissent les régions occitanophones du XVIIIe siècle jusqu'à la première moitié du XXe siècle, lorsque le français supplante progressivement l'occitan. L'occitan est alors toujours d'usage mais le français est la langue dominante et l'utilisation de tournures ou d'un lexique occitans sont perçus comme des « fautes ». Plusieurs ouvrages sont alors publiés sur la question, tels que Nouveaux Gasconismes corrigés, ou tableau des principales expressions et constructions vicieuses usitées dans la partie méridionale de la France en 1802, le Dictionnaire des expressions vicieuses et des fautes de prononciation les plus communes dans les Hautes et les Basses-Alpes, accompagnées de leurs corrections en 1810 ou le Manuel du Provençal ou les provençalismes corrigés à l’usage des habitans des départemens des Bouches-du-Rhône, du Var, des Basses-Alpes, de Vaucluse et du Gard en 1829,.
À la fin du XIXe siècle, l'Occitanie est dans une situation de diglossie dans laquelle l'occitan est la langue populaire et le français est perçu comme plus prestigieux. Jean Jaurès constate cette situation diglossique quand il écrit en 1909 « Dans les réunions populaires, les paysans et les ouvriers n'aiment pas qu'on ne leur parle que patois […] car on paraît supposer qu'ils n'entendraient pas le français. » Alphonse Daudet parle ainsi du personnage de la Tante Portal qui « ne voulait pas que son cocher parlât provençal » et tentait de franciser les mots provençaux qu'elle utilisait. Cette attitude est elle-même moquée par certains occitanistes, qui y voient le , le « franchimand », le francitan parlé pouvant être qualifié de « véritable monstre ».
Selon Katarzyna Wójtowicz, « de nombreux linguistes voient [dans le francitan] l’avenir de l’occitan. Le francitan peut servir comme le point de départ pour la sensibilisation de la société – théoriquement, il suffit de montrer aux gens que l’occitan est toujours vivant dans leur français et que le retour vers le langage traditionnel n’est pas difficile. ».

## Un topos littéraire et théâtral
Le francitan est utilisé dans le théâtre et la satire comme ressort comique associé à des personnages généralement revêtus de l'ethnotype méridional : Gascons fanfarons et bravaches, Provençaux bavards et superficiels, etc. Ce topos littéraire est attesté aussi bien dans le domaine littéraire d'oc que français. Déjà visible dans certains textes de Pèire Godolin, le francitan littéraire est présent dans les Jeux de l'Inconnu d'Adrien de Monluc (1630), forme l'argument principal de la pièce Ramounet de l'auteur de théâtre agenais François de Cortète de Prades (1586-1667) et se rencontre dans un certain nombre de pièces de théâtre françaises de la fin du XVIIe et du début du XVIIIe siècle. Le poète et amuseur bordelais Meste Verdié (1779-1820) en reprendra les codes pour ses farces gasconnes, qui font alterner occitan bordelais et francitan, lui conférant ainsi une de ses marques de fabrique. Par la suite, l'imitation qui sera faite de Verdié, de façon outrancière, fera du francitan un des topoï les plus récurrents de la littérature populaire occitane, en particulier à Bordeaux, jusqu'à se vider complètement de son sens par effet de répétition. En 1945, Charles Mouly a créé les personnages comiques Catinou et Jacouti qui s'exprimaient en francitan au théâtre. Le triomphe fut immense dans la seconde moitié du XXe siècle. Plus récemment, depuis la première parution en 1998, la série de bande-dessinée Donjon utilise des expressions francitanes. Dès les années 1990, les humoristes Le Duo des Non et Les Chevaliers du Fiel qui emploient le francitan dans certains de leurs sketches connaissent du succès avec leurs spectacles, leurs passages dans les médias de masse français et la diffusion de produits dérivés.

## Conséquences de la substitution linguistique

### Pathologies
Les procédés agissants sur les changements de langue sont responsables d’une atteinte profonde de l’identité pouvant mener à des pathologies chez certains individus. 
Pour Patrick Sauzet, « il s’agit pour l’occitan d’une position de double « sacrifié » dont le sort est déjà réglé. « Penser l’occitan comme langue est problématique par ce qu’en un sens, il est pensé comme tel et aussitôt effacé de la langue française ». ». 
Les parents vont être amenés à participer au dispositif linguicide d'impasse du patois, « préoccupé par un idéal de progrès et une promesse d’ascension sociale de leurs enfants ».
En utilisant le terme de patois dans son sens péjoratif, comme  « un langage corrompu et grossier » la langue régionale est connoté négativement. Elle va générer chez les locuteurs régionaux un intense sentiment de culpabilité
« La répression de l’accent, en agissant sur le rythme, neutralise la dimension affective de la langue qui devient neutre, une langue conforme à un standard, à une langue légitimée estampillée comme moderne et porteuse de promesses d’ascension sociale. L’accent devient alors un stigmate de la langue d’origine et d’une infériorité sociale. ». « Par exemple, En occitan, il n’y a pas de possibilité de faire des « O » fermés comme en français et il n’existe pas de voyelle muette. ».
« À cause du sentiment de honte, le locuteur occitan va réprimer activement l’usage de sa propre langue maternelle jusqu’au moment où il n’aura plus cet effort à faire, cette dernière s’éclipsera naturellement derrière le français. ». Ainsi, les effets pathologiques de la perte de la langue maternelle créé une morbidité composée de troubles addictifs, une prévalence à l’alcoolisme, une augmentation accrue des dépressions et des suicides, et une propension à la violence.
Les maîtres d'école donnaient arbitrairement un objet dit « signal », à un enfant, en insistant sur la nécessité de s’en débarrasser en le donnant à un autre enfant surpris à parler sa langue maternelle. Celui-ci devait s’en débarrasser à son tour en le donnant à un autre enfant ayant parlé occitan. Et ainsi de suite jusqu'à ce que le dernier détenteur du signal à la fin de la journée soit soumis à une punition,.
La pratique du signal créé un paradoxe. « La langue maternelle étant la langue de l’affect, le parent qui l’a transmise, l’utilise pour réprimander l’enfant de l’avoir parlée. La langue maternelle énonçant elle-même l’interdit de son usage produit un trouble identitaire chez l’enfant, de non coïncidence avec lui-même avec une question : Qui suis-je si ma langue originelle transmise par mes parents, qui fonde mon identité, est source de honte et de punition, donc à proscrire et à exclure de moi ? ».
Deux types de pathologies peuvent apparaître ainsi que des atteintes de la dimension affective et de la mémoire.
- Une contradiction identitaire due à la situation paradoxale : troubles psychiatriques, narcissisme, conduites addictictives ou toxicomanie.
- La transformation du locuteur régional en une néo-identité: pathologies dites psychosomatiques et atteintes lésionnelles.

## Revitalisation linguistique
La revitalisation linguistique de l'occitan est envisagée à travers le francitan. Il peut servir comme le point de départ pour sensibiliser les Occitans car leur langue autochtone est toujours vivante dans le français régional. Les locuteurs de francitan sont persuadés de parler le français normalement alors qu'il leur suffit de peu d'efforts pour retrouver l'occitan.
Pour René Merle, le francitan est lui-même en cours d'effacement en Provence. À l'exception de quelques expressions récupérées par des "bobos parisiens", le lexique et même l'accent méridional sont en train de disparaître. Selon lui, la prise en compte de cette perte d'oralité devrait inciter les défenseurs du provençal à chercher d’autres chemins de revitalisation de l'occitan, éventuellement la littérature ?
À la différence pour Carmen Alén Garabato et Henri Boyer, il existe une occitanophilie visible qui est utilisée comme un outil stratégique commercial. Des dirigeants d’entreprise tirent profit de l'influence positive de l'occitan/francitan sur les décisions des acheteurs. Des désignants en occitan sont employés sur des étiquettes de bouteilles ou des enseignes de restaurants. L’utilisation de l'occitan dans des noms de marques et des textes publicitaires satisfait les consommateurs ayant une tendresse pour la langue minorisée. Par ailleurs, les universitaires montpelliérains remarquent une patrimonialisation dynamique de l'occitan/francitan dans les plaisanteries, les expressions figées et les usages dans les banquets. Ces quelques occasions d'utilisation de la langue occitane lui attribue un petit domaine réservé dans lequel les hégémonies linguistiques habituelles sont renversées.

### Sociolinguistique
- Henri Boyer, Clés sociolinguistiques pour le francitan, Montpellier, CRDP, 1990, 136 p. (ISBN 2-86626-895-4)
- Henri Boyer, Langues en conflit : Études sociolinguistiques, Paris, L'Harmattan, coll. « Logiques sociales », 1991, 274 p. (ISBN 2-7384-1084-7, lire en ligne), p. 144-201
- Henri Boyer, Philippe Gardy, "La violence symbolique au service de l’unification linguistique : « langue française » contre « patois »" in  Dix siècles d’usage et d’images de l’occitan, Des Troubadours à l’Internet, l’Harmattan, Paris, 2001.
- Henri Boyer. Que reste-t-il du francitan ? Hybrides linguistiques : genèses, statuts, fonctionnements, L'Harmattan, pp.235-255, 2010.
- (oc) Yves Couderc, « Francitan », Occitània passat e present, vol. 3,‎ 1975, p. 24-27
- Yves Couderc, « À propos du francitan », Cahiers du groupe de recherche sur la diglossie franco-occitane, vol. 3,‎ 1976, p. 1-17
- Philippe Gardy et Robert Lafont, « La diglossie comme conflit : l'exemple occitan », Langages, vol. 15, no 61,‎ 1981, p. 75-91 (lire en ligne)
- G. Kremnitz, De l’occitan au français (par le francitan). Étapes d’une substitution linguistique, Madrid, Logos Semantikos, 1981, p. 183-195
- Robert Lafont, « Pour retrousser la diglossie », dans Quarante ans de sociolinguistique à la périphérie, Paris, L’Harmattan, 1997
- Guy Langlois, Lexique du francitan parlé à Sète, Sète, Médiathèque de Sète, 1991, 86 p. (ISBN 2-909445-01-1)
- Gilbert Lhubac, Dictionnaire francitan ou Le parlé du Bas-Languedoc, Castries, Éditions du Mistral, 2003, 101 p. (ISBN 2-84647-023-5)
- Jean Mazel, « Francitan et français d'oc. Problèmes de terminologie », Lengas, vol. 7,‎ 1980, p. 133-141
- Pierre Mazodier, Paroles d'ici : lexique du francitan - ou français parlé : de la région alésienne, Montpellier, Espace sud Ed, 1996, 210 p. (ISBN 2-906334-52-9)
- Philippe Rousselot, « Le complexe de Tante Portal ou l'imaginaire dans l'évolution des langues », Langage et société, no 58,‎ 1991, p. 85-100 (lire en ligne)
- Jean Séguy (linguiste), Le français parlé à Toulouse, Cressé, Cressé, Éditions des régionalismes, 2015 (première édition en 1950), 138 p. (ISBN 978-2-8240-0505-8)
- Katarzyna Wójtowicz, « Les influences de l'occitan sur la langue française », Romanica Cracoviensia, no 08,‎ 2008 (lire en ligne)
- Marie-Jeanne Verny, "Une enquête en Lycée, images et représentations de l’occitan", in Dix siècles d’usage et d’images de l’occitan, Des Troubadours à l’Internet, l’Harmattan, Paris, 2001.
- Michel Lafon, "Quel est ce Charabia ? L’occitan et l’école en Aveyron, De l’interdit à l’apprentissage" in « Hervé Lieutard, Marie-Jeanne Verny, "L’école française et les langues régionales, XIXe-XXe siècles" », Presses universitaires de la Méditerranée, DVD, 2007.

### Psychologie
- Pierre Boquel "Langue, identité et pathologie, Occitan et impasse relationnelle", en ligne, 2009
- Pierre Boquel "Accent, identité et pathologie" en ligne
- Pierre Boquel "Abandon de la langue maternelle, Paradoxe identitaire, honte et pathologie", en ligne, 14 novembre 2011
- Patrick Fermi "La notion de refoulement culturel", en ligne, 2010.
- Jean-Jacques Kress, "Pathologie de la disparition des langues minoritaires, une perte sans élaboration subjective", Psychologie médicale, Vil.16- N°8, 1985.
- Jean-Jacques Kress, ", De la langue à l’émotion, histoire d’un traumatisme collectif"
- Erica Westly, "Enfants bilingues : un avantage indéniable", Stress : bon ou mauvais, Revue Cerveau&Psycho, novembre-décembre 2011.